# Hovden i Setesdal
59°33′37″N 7°21′24″Ø / 59.56028°N 7.35667°Ø
Hovden er en landsby længst oppe i Setesdal, beliggende i Bykle kommune i Agder fylke i Norge.
Landsbyen havde 365 indbyggere i 2008, og ligger ca. 780 meter over havet, 208 kilometer fra Kristiansand og 290 kilometer fra Oslo.
Hovden ligger ved rigsvej 9, 24 kilometer nord for kommunecenteret Bykle. Fjeldene rundt landsbyen strækker sig op til 1.200 meter over havet.
Blandt de nye tilbud, der findes i Hovden, er blandt andet et vandland og spa.

## Vinterturisme
Hovden har flere hoteller, og er et af Norges større turistcentre. I skisæsonen, der varer fra oktober til april, findes der et stort skicenter med flere skilifter i oparbejdede skibakker for alpine discipliner og ruter for langrend.

## Sommerturisme
Om sommeren er Hovden udgangspunkt for ture til fods på fjeldet og der er mulighed for fiskeri af blandt andet fjeldørred, i elve og søer, i området.